# ビアガーデン

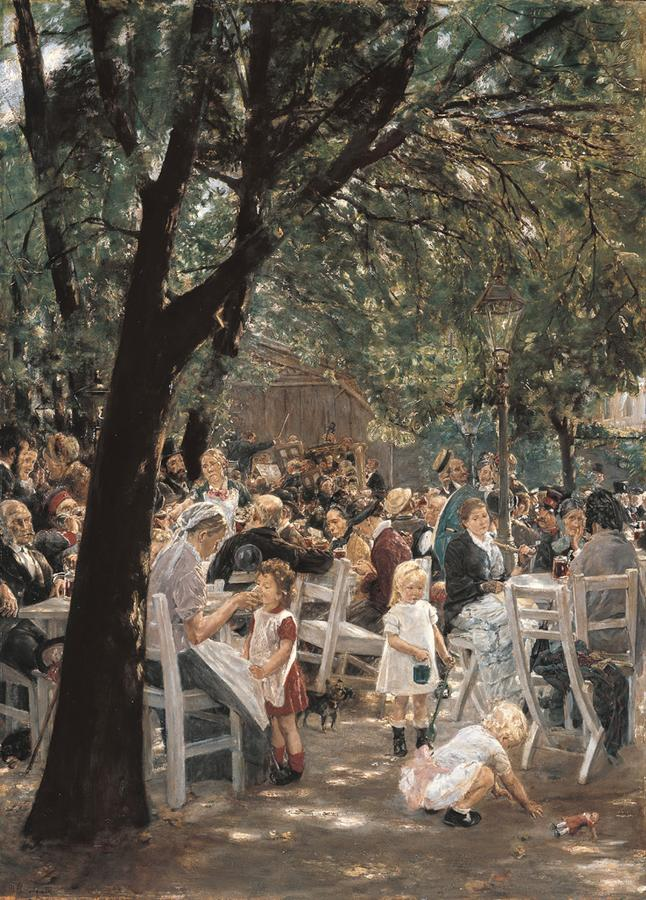
マックス・リーバーマン作 Münchner Biergarten（1884年）

ビアガーデン（独: Biergarten）は、屋外ないし建物（百貨店、ホテルが多い）の屋上に多数のテーブル席をしつらえ、ビールなどを提供する形式の酒場。多くは夏期に限定して開設される。日本語表記としてはビヤガーデンもある。なお、英語表記はbeer gardenであるが、ドイツ語からの翻訳借用である。
消夏法として広く大衆に好まれ、夏の風物詩であり、夏の季語にもなっている。

## 歴史

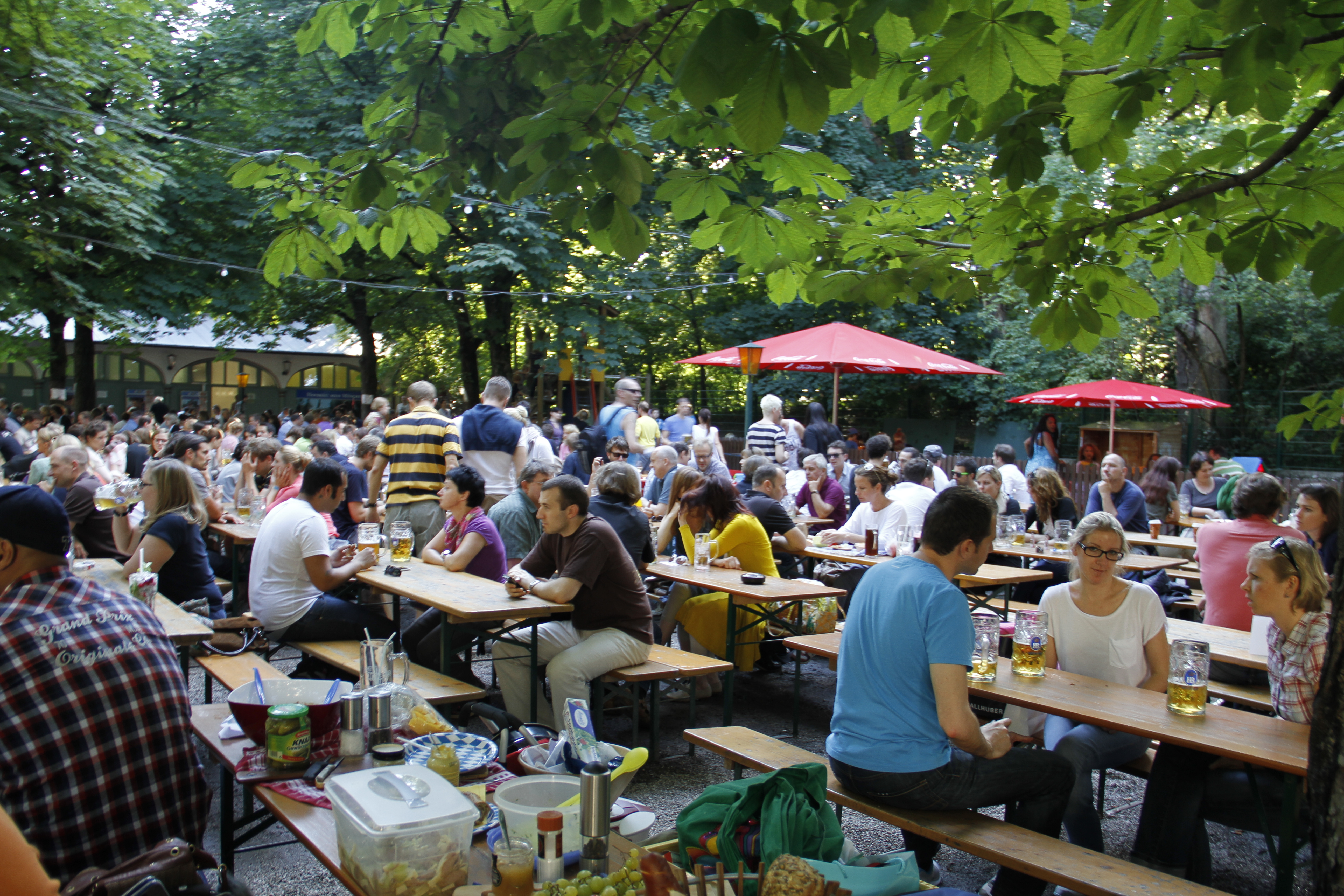
ミュンヘンの伝統的なビアガーデン

ビアガーデンの発祥は19世紀、バイエルン王国（現ドイツバイエルン州）のミュンヘンと考えられている。ミュンヘンにはレーベンブロイ、ホフブロイ、アウグスティナー・ブロイ、パウラーナー、ハッカー・プショール、シュパーテン・フランツィスカーナー・ブロイといった古くからのビール醸造所があり、そのいずれかの醸造所で始められたと考えられるが、いずれの醸造所がビアガーデンを最初に営業したのかは定かではない。
冷却保存の技術が未発達であった中世では衛生上の理由から、毎年4月23日（聖ゲオルクの日）から9月29日（聖ミヒャエルの日）の間はビールの醸造が禁止されていた。この期間は4月22日以前に醸造し保存していたビールを飲むことになるのだが、大きな醸造所ではイーザル川流域に貯蔵所を持ち、川水を用いてビールの冷却保存を行っていた。こういった貯蔵所内にビールを飲むためのビアセラーが自然発生したと考えられている。19世紀にはこういったビール貯蔵所は、より低温で貯蔵することを目的として地下に造られるようになり、地上部分にはセイヨウトチノキなど葉が密集して茂り、根の浅い樹木が植えられるようになった。そういった樹木の木陰にテーブルとイスが設置され、今日知られるビアガーデンの原型となっていった。

### バイエルン・ビアガーデン条例
バイエルン・ビアガーデン条例（ドイツ語: Bayerische Biergartenverordnung）は、1999年5月に発効されたドイツのバイエルン州の条例。
ミュンヘンの老舗ビアガーデン周辺の住民がビアガーデンの騒音に対する苦情を訴えたことで、ビアガーデンの営業を21時30分までに規制するようになる。この規制に反発し、ミュンヘン市民2万5千人がビアガーデンの伝統を守るべく抗議デモを行った。このデモを受け、バイエルン州は「バイエルン・ビアガーデン条例」を1999年5月に発効した。
条例では、「バンド演奏は22時まで」、「ラストオーダーは22時30分」、「23時には帰宅する人々の流れも落ち着き、静かな状態になっていること」といった騒音に関する規制がある。
また、条例では合わせて「ビアガーデンの定義」も行われており、以下の2点が要点となる。
- 緑に囲まれた「庭」のような雰囲気であること
- 食べ物の持ち込みが許可されていること

なお、以上の条件は「バイエルン伝統のビアガーデン」に対してのみ有効であり、レストランやカフェに併設されている「ビアガーデン」では食べ物の持ち込みが禁止されていることもある。

### 日本におけるビアガーデンの歴史

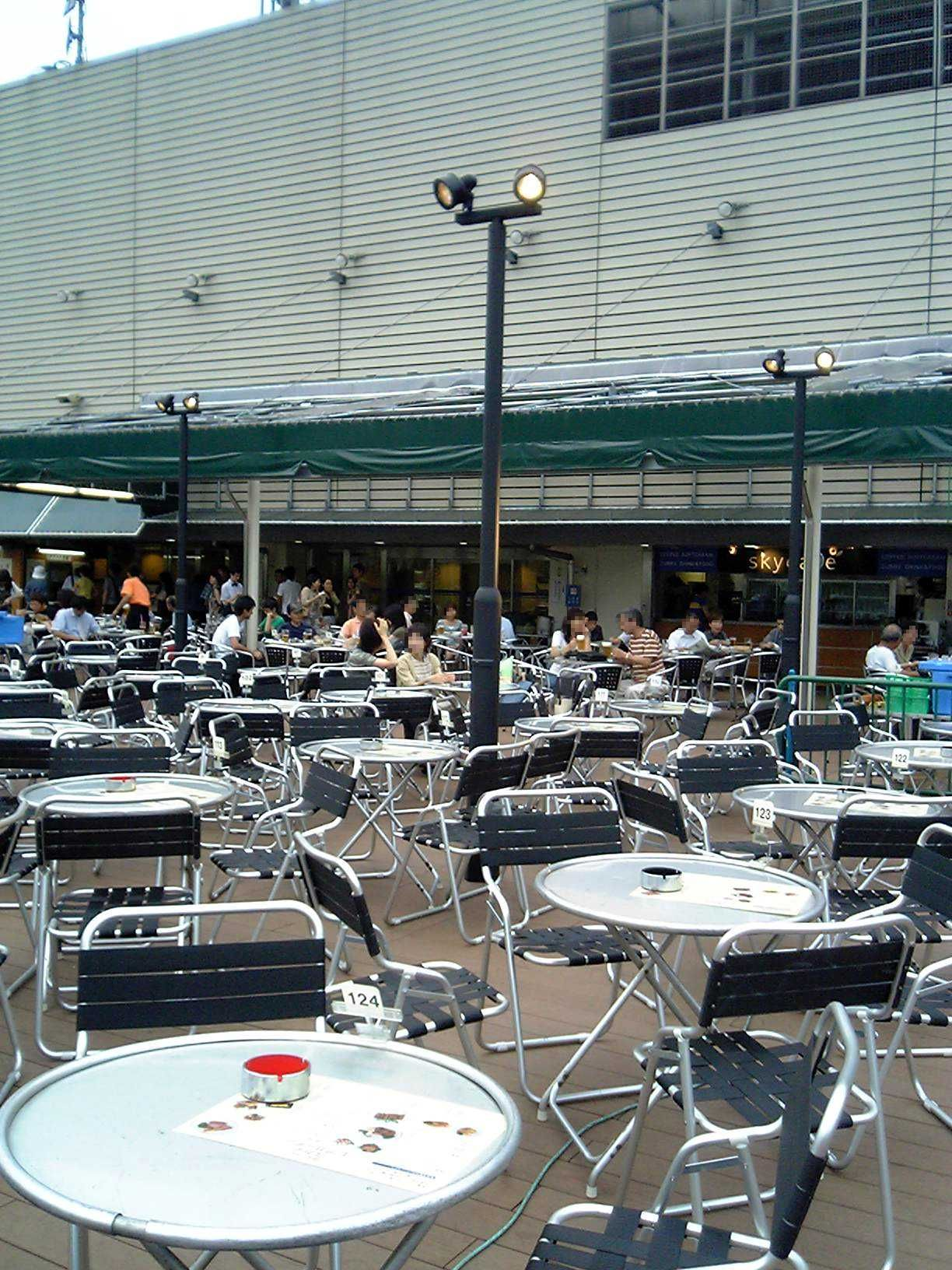
日本の百貨店屋上のビアガーデン

日本で最初のビアガーデンは、1875年に横浜・山手で「スプリング・バレー・ブルワリー（1869年創業、現在の麒麟麦酒 ）」の創始者であるアメリカ人、ウィリアム・コープランドが、醸造工場に隣接する自宅を改装して開いた「スプリング・バレー・ビヤ・ガーデン」である。主に外国人居留者と外国船の船員向けであった。1903年札幌麦酒会社が、東京隅田川吾妻橋東岸にビールガーデンを開いた。
日本で最初の屋上ビアガーデンは1953年に大阪市北区梅田でオープンした「ニユートーキヨー大阪第一生命ビル店」と言われている。元々大阪第一生命ビル（いわゆる旧大阪第一生命ビル）の地下1階にニユートーキヨー第一生命ビル店は開業していたが、1953年に貸し切り依頼があった際に、店内に参加者が入りきらず、ビルの屋上も会場としてビールや料理を振る舞ったのが、屋上ビアガーデンの発祥と言われている。
上述のニユートーキヨー大阪第一生命ビル店以前にも、1952年5月16日の『毎日新聞』朝刊には、「初夏の序曲」という見出しで、「夏のビヤホールもルーフガーデンと銘打って屋上に進出」と銀座の屋上ビアホールの写真が添えられている。この他にも1952年には日本橋髙島屋で「ビールの祭典 屋上庭園」、東京會舘で「屋上納涼園」など、ビルの屋上でビールを楽しめる店が営業されている。しかしながら、大阪の雑誌が2005年にニユートーキヨーを「日本初」として紹介しているが、異論は出ていない。
1955年以降、新聞などでビアガーデンの盛況を伝える新聞記事の写真には女性客も増えて行き、1966年7月8日の『朝日新聞』東京版朝刊では、「若い女性連れも客もビアガーデンの二、三割を占める」と記事にされている。
屋上ビアガーデンの最盛期は、冷房用のエアコンが普及する以前の1964年東京オリンピック頃であったとされる。この頃のビアガーデンにはバンドによるハワイアンミュージックの生演奏もよく行われていた。屋上ビアガーデンが隆盛することで、公園や観光地といった建物の屋上以外でもビアガーデンという呼称で屋外でビールを飲ませる業態が増えることになる。一例として1959年第6回さっぽろ夏まつりより大通公園では「大通納涼ガーデン」という名称でビアガーデンが開催され、翌年以降も継続して開催されたことで北海道の夏の風物詩となっている。
1970年代後半には、エアコンの普及によって室内でも涼を求められるようになったことや、スモッグによる環境悪化、景観の悪化などもあり、ビアガーデンが「もう一つパッとしない」と新聞記事の見出しになるようになった。ただし、2004年に麒麟麦酒が行った意識調査では「ビアガーデンに行く」と回答した人は90%を超えており、日本ではビアガーデンに根強い人気があることもうかがえる。
2005年から2010年までは、東京駅隣接の大丸東京店や銀座東芝ビルなどビル解体に伴って老舗ビアガーデンの閉鎖もあり、23区内のビアガーデンの店舗数はほぼ30前後と微減傾向にあった。しかし、2012年から、都市部を中心に百貨店の屋上、ホテルの庭園、複合商業施設のテラスエリアなどでビアガーデンやビアテラスが新規オープンし、店舗数が増加に転じている。営業期間も夏季のみではなく、4月や5月頃から営業を行う「平成のビアガーデンブーム」ともいえる現象が起きている。麒麟麦酒による調査でも、2015年から2017年にかけて1人がビアガーデンで使う平均予算は連続して増加している。

## 飲食形態
上述のようにバイエルン伝統のビアガーデンはバイエルン・ビアガーデン条例によって食べ物の持ち込みが許可されていなければならない。これは、19世紀にビアガーデンの原型が登場した頃の出来事に由来している。大手の醸造所では料理の提供サービスが行えたが、小規模な醸造所では料理の提供が行えなかった。小規模な醸造所や客の減り始めたレストラン、居酒屋などは、バイエルン王マクシミリアン1世に請願を行った。この請願を受け、1812年1月4日に「ビアガーデン布告」が公布される。ビアガーデン布告では、ビアガーデンはビールとパン以外を販売してはならず、温かい料理やビール以外の飲み物の販売は禁止すると共に、食べ物の持ち込みが許可されるようになった。
ビアガーデン布告では、ビアガーデンでの料理の販売は禁止されていたが、バイエルン・ビアガーデン条例では販売も許可されている。食べ物の持ち込みが許可されているのは、共通。
ドイツのビアガーデンでの料理、ビールの注文手順の一例を以下に示す。
1. 料理を注文する。
ショーケースに並べられている料理を自分で取るか、係員に注文を行う。
2. ビールを取る。
既にジョッキやグラスに注がれているビールを取る。白ビールの場合、係員に注文して注いでもらうこともある。
3. 会計を行う。
料理とビールの代金を支払う。ビール1杯ごとにジョッキ、グラスのデポジットを支払う。デポジット用のコインが配布されることもある。
4. カトラリーを取る。
料理を食べるのに用いるナイフやフォーク類、紙ナプキンを取る。
5. テーブルに着いて飲食を行う。
相席は普通に行われている。
6. 空いた皿、ジョッキ、グラスを片づける。
使用済の食器類を置き場に返す。グラス、またはデポジット用のコインを返却し、デポジット金を受け取る。

## 料理
ミュンヘンでは、伝統的にハツカダイコン、プレッツェル、ローストチキン、バイエルン料理のオバツダ、シュバイネハクセ、シュテッカルフィッシュなどの料理が提供されている。
日本の場合、従来の（昭和時代の）ビアガーデンでの料理のイメージと言えば、「ぬるいビール、焼きそば、枝豆、唐揚げ」というものだった。
2010年以降に流行している（平成時代の）ビアガーデンは、ビールのみでなくハイボール、ワイン、カクテルの提供も行われるようになり、クラフトビールを提供するビアガーデンも増えている。料理のほうも女性をターゲットにし、野菜を多く使ったヘルシー・美容志向の料理をアピールする店が増えてきた。肉料理も従来のジンギスカン主体から、バーベキューの提供や巨大な塊肉、燻製肉、黒毛和牛といった高級肉を提供する店が増えている。また、いわゆるインスタ映えと呼ばれるように見た目のフォトジェニックも重視した料理の提供となっている。

## 施設
世界一長いビアガーデン
『国際ベルリン・ビアフェスティバル』（ドイツ ベルリン）は会場が約2.2キロメートルにおよび、2011年に「世界で最も長いビアガーデン」としてギネス世界記録に登録された。
日本最大のビアガーデン
日本最大のビアガーデンは約13,000席の「さっぽろ大通ビアガーデン」（札幌市 大通公園）。その他に「日本最大級」「国内最大級」をうたうビアガーデンはいくつかあるが2000席規模であり「さっぽろ大通ビアガーデン」の規模が桁違いに大きい。